# Associação Esportiva Bairro de Lourdes
A Associação Esportiva Bairro de Lourdes é um clube brasileiro de futebol, com sede na cidade de Anápolis, no Estado de Goiás. Foi fundado em 21 de Julho de 1987. Representa o Bairro de Lourdes nos campeonatos de futebol amador organizados pela Liga Anapolina de Desportos. Suas cores são o Azul, Branco e Vermelho.

## Títulos

### Futebol Amador
- Campeonato Amador de Anápolis: 2008.[1]